# Kosovská osvobozenecká armáda
Kosovská osvobozenecká armáda (albánsky Ushtria Çlirimtare e Kosovës, UÇK) byla separatistická milice etnických Albánců, která v 90. letech usilovala o oddělení Kosova, jehož drtivou většinu obývají Albánci, od Srbské republiky a Svazové republiky Jugoslávie. 
Vojenští předchůdci UÇK začali koncem 80. let ozbrojeným odporem proti jugoslávské policii, která se snažila zadržet albánské aktivisty. V roce 1990 byl Slobodan Milošević zvolen prezidentem Srbska na základě nacionalistického programu. Jedním z jeho prvních kroků bylo zbavení Kosova autonomie, nahrazení albánských úředníků srbskými a uzavření albánských škol. Reakcí kosovských Albánců byl bojkot všech srbských institucí ve formě pokojného protestu a vytvoření vlastní stínové vlády. Tato taktika si však nezískala očekávanou pozornost a podporu mezinárodního společenství. Mezitím se Jugoslávie zapletla do občanské války poté, co některé republiky na začátku 90. let vyhlásily odtržení. Daytonská dohoda z roku 1995, která tento konflikt vyřešila, se nevypořádala s otázkou statusu Kosova a mnoho kosovských Albánců začalo hledat jiná řešení. Na začátku 90. let docházelo k útokům na policejní složky a úředníky tajných služeb, kteří zneužívali albánské civilisty. V polovině roku 1998 se UÇK zapojila do frontálních bojů, ačkoli byla v menšině početně i palebně. Konflikt se od roku 1997 vyostřil kvůli odvetě jugoslávské armády v regionu, která vedla k vysídlování obyvatelstva. Krveprolití a etnické čistky tisíců Albánců, které je vyhnaly do sousedních zemí, a jejich potenciál destabilizovat region vyvolaly intervenci mezinárodních organizací, jako je Organizace spojených národů, NATO a mezinárodní nevládní organizace. NATO provedlo bombardovací kampaň proti jugoslávským silám a poskytlo leteckou podporu UÇK.
V září 1999, po skončení bojů a nasazení mezinárodních sil v Kosovu, byla UÇK oficiálně rozpuštěna a tisíce jejích členů vstoupily do Kosovského ochranného sboru, civilního orgánu pro nouzovou ochranu, který nahradil UÇK a Policejní síly Kosova, jak bylo stanoveno v rezoluci Rady bezpečnosti OSN č. 1244. Ukončení války v Kosovu vedlo ke vzniku odnoží guerillových skupin a politických organizací z Kosovské osvobozenecké armády (UÇK), které pokračovaly v násilných bojích v jižním Srbsku (1999–2001) a severozápadní Makedonii (2001), což vyústilo v mírová jednání a rozšíření práv Albánců. Do politiky vstoupili i bývalí vůdci UÇK, někteří z nich dosáhli vysokých funkcí.

## Pozadí
Klíčovým předchůdcem Kosovské osvobozenecké armády bylo Lidové hnutí Kosova (albánsky Lëvizja Popullore e Kosovës, LPK). Tato skupina, která tvrdila, že svobodu Kosova lze získat pouze ozbrojeným bojem, má své kořeny v roce 1982 a sehrála klíčovou roli při vzniku UÇK v roce 1993. Sbírky začaly v 80. letech 20. století ve Švýcarsku albánskými exulanty z období násilí v roce 1981 a následnými emigranty. Slobodan Milošević v roce 1989 zrušil kosovskou autonomii, čímž se region vrátil do stavu z roku 1945, vyloučil etnické Albánce z kosovské byrokracie a násilně potlačil protesty. V reakci na to kosovští Albánci založili Demokratickou ligu Kosova (LDK). V čele s Ibrahimem Rugovou byla jejím cílem nezávislost na Srbsku, ale mírovými prostředky. Za tímto účelem LDK zřídila a rozvíjela „paralelní stát“ se zvláštním zaměřením na vzdělávání a zdravotnictví. 
Albánský nacionalismus byl ústředním principem UÇK, s důrazem na albánskou kulturu, etnickou příslušnost a národ. Až do rozpadu Jugoslávie byla považována za teroristickou skupinu. Samotná UÇK se distancovala od vytvoření „Velké Albánie“. UÇK se poprvé veřejně zviditelnila v roce 1995 a první veřejné vystoupení následovalo v roce 1997, kdy měla stále jen kolem 200 členů. UÇK, kritická vůči Rugovovu pokroku, získala podporu z Daytonských dohod z roku 1995 – ty Kosovu nic nedaly, a tak vedly k širšímu odmítnutí mírových metod LDK – a z uloupených zbraní, které se do Kosova dostaly po albánském povstání v roce 1997. V letech 1997–1998 se Kosovská osvobozenecká armáda posunula vpřed před Rugovovou LDK, což názorně ilustruje Hashim Thaçi z UÇK, který vedl kosovské Albánce na jednáních v Rambouilletu na jaře 1999, přičemž Rugova byl jeho zástupcem.
UÇK si získala značnou podporu obyvatelstva Kosova, zejména s tím, jak se srbské represe zintenzivňovaly. Základna podpory organizace dramaticky vzrostla po klíčových událostech, které ovlivnily veřejné mínění Albánců.
Podle vojenských analytiků „mladí lidé i starší lidé brali zbraně proti svému nepříteli a bojovali za svou zemi. Po 600 letech okupace a útlaku prý nastal čas požadovat svobodu, i s rizikem smrti.“ Náborová strategie UÇK se ukázala jako velmi účinná a organizace se z malé guerillové síly na začátku 90. let rozrostla na více než 25 000 členů do roku 1998.
Srbské úřady nazvaly UÇK teroristickou organizací a zvýšily počet bezpečnostních sil v regionu. To mělo za následek posílení kredibility začínající UÇK mezi kosovsko-albánským obyvatelstvem.
Jedním z cílů zmíněných veliteli UÇK bylo vytvoření Velké Albánie, iredentistické koncepce území, které mnoho Albánců považuje za národní vlast, zahrnující Kosovo, Albánii a etnickou albánskou menšinu v sousední Makedonii a Černé Hoře. V roce 1912 byli Albánci na Balkáně rozděleni na menšiny v Kosovu (které zůstalo Srbsku), na část Černé Hory, která během té doby rozšířila své území o území obývané Albánci o 60 % během prvních balkánských válek, a na 40 % dnešní Severní Makedonie, která tvořili etničtí Albánci. UÇK to považovala za nespravedlivé a usilovala o sjednocení těchto území, aby si zajistila sebeurčení.

## Válka v Kosovu
Mezi 5. a 7. březnem 1998 zahájila jugoslávská armáda operaci v Prekazu. Operace následovala po dřívější přestřelce (28. února), při níž byli zabiti čtyři policisté a několik dalších zraněno. Při útoku srbské speciální policejní jednotky po několika předchozích neúspěšných pokusech zabily Adema Jašariho – zakladatele UÇK, kterého jugoslávský soud v roce 1997 v nepřítomnosti odsoudil za terorismus. Při útoku bylo zabito i dalších padesát osm členů rodiny Jašariho, včetně několika malých dětí. Někteří členové rodiny se dobrovolně přihlásili k obraně Jašariho komplexu po dřívějším útoku 22. ledna 1998, při kterém byly zraněny dvě Jašariho neteře. V Prekazu bylo zabito 28 ozbrojenců a 30 civilistů, z nichž většina patřila do Jashariho rodiny. Amnesty International tvrdila, že se jednalo o vojenskou operaci zaměřenou především na eliminaci Jashariho a jeho rodiny. Jëdinou přeživší byla Besarta Jashari.
Dne 23. dubna 1998 přepadla jugoslávská armáda (VJ) UÇK poblíž albánsko-jugoslávské hranice. UÇK se pokoušela pašovat zbraně a zásoby do Kosova. Jugoslávská armáda, ačkoli byla v menší míře, neměla žádné ztráty, zatímco 19 ozbrojenců bylo zabito.

Podle Rolanda Keitha, ředitele terénní kanceláře Verifikační mise OBSE v Kosovu:
| „ | Po mém příjezdu se válka stále více vyvíjela v konflikt střední intenzity, kdy přepady, obsazování kritických komunikačních linií a únosy bezpečnostních sil ze strany UÇK vedly k výraznému nárůstu vládních obětí, což následně vedlo k rozsáhlým jugoslávským odvetným bezpečnostním operacím... Začátkem března tyto teroristické a protiteroristické operace vedly k útěku obyvatel mnoha vesnic nebo k tomu, že byli rozptýleni do jiných vesnic, měst či hor, aby hledali útočiště... Situace byla jasná tak, že provokace KLA, jak jsem osobně viděl při přepadech bezpečnostních hlídek, které si vyžádaly smrtelné i jiné ztráty, byly jasným porušením dohody z předchozího října a rezoluce Rady bezpečnosti OSN č. 1199. | “ |
| — „Failure of Diplomacy, Returning OSCE Human Rights Monitor Offers A View From the Ground in Kosovo“, The Democrat, Květen 1999, Roland Keith | |   |
V jednu chvíli během války v Kosovu změnila UÇK svou taktiku z operací typu „udeř a uteč“ na konvenční válku. Mezi 17. a 20. červencem 1998 zahájila UÇK rozsáhlou ofenzívu s cílem dobýt Rahovec. To znamenalo jejich první vážný úder na městské centrum, jehož cílem bylo propojit Drenicu s pohraniční oblastí a nastolit územní kontrolu. Krieger označuje tuto ofenzívu za součást širší „letní ofenzívy UCK“. Bojovníci UÇK převzali kontrolu nad strategickými pozicemi ve městě – policejním velitelstvím, hotelem, poštou – a zřídili kontrolní stanoviště. Zhruba do 19.–21. července však jugoslávské policejní a armádní síly zareagovaly protiútokem a nejpozději do 22. července znovu získaly kontrolu, čímž město vyčistily od přítomnosti UÇK. V červenci 1998 UÇK dobyla města Rahovec a Mališevo a rozšířila svou působnost na 40 % území Kosova. Nicméně, bez dostatečné lidské síly a těžké výzbroje k obraně svých zisků obě města rychle padla do rukou jugoslávských sil. Jejich obývání Rahovce bylo poznamenáno zvěrstvy spáchanými na srbském civilním obyvatelstvu. Po znovudobytí srbskými silami bylo v odvetě popraveno odhadem 79 albánských civilistů, údajně pohřbených v masových hrobech. Dne 24. srpna 1998 se UÇK vrátila k partyzánské válce a použila novou taktiku, včetně jmenování nových velitelů, ústředních orgánů, rozšíření výcvikových táborů a vojenských věznic.
Některé zdroje uvádějí, že UÇK nikdy nevyhrála žádnou bitvu nebo relativně málo bitev, zatímco podle akademiků. jako je Heike Krieger nebo Henry H. Perritt během letní ofenzívy UÇK dobyla 40 % území Kosova.

## Financování
UÇK dostávala velké finanční prostředky od albánské diaspory v Evropě a Spojených státech, ale také od albánských podnikatelů v Kosovu, zejména Ismeta Asllaniho, který věnoval celé své bohatství a logistickou síť podpoře válečného úsilí v regionech, jako jsou Drenica, Dukagjin a Llap. Odhaduje se, že tyto finanční prostředky činily 75 až 100 milionů dolarů a pocházely převážně od albánské diaspory ve Švýcarsku, Spojených státech a Německu. Rozsah této podpory je patrný z toho, že Kosovo nadále přijímá značné množství remitencí od své diaspory. V roce 2021 Kosovo obdrželo 1,5 miliardy dolarů na remitencích, což představuje 16,7 procenta HDP země, což z něj činí „největší zemi přijímající remitence v Evropě na podíl na HDP“. Ačkoli tato čísla představují poválečné remitence, demonstrují trvalé zapojení albánské diaspory do jejich vlasti. UÇK obdržela většinu svých finančních prostředků prostřednictvím fondu Vendlindja Thërret, ale značné prostředky byly také převedeny přímo do válečných zón. Kromě finančních příspěvků obdržela UÇK také příspěvky v naturáliích, zejména ze Spojených států a Švýcarska. Patřily mezi ně zbraně, ale také vojenské uniformy, boty a další podpůrné vybavení.
Podle Stockholmského mezinárodního institutu pro výzkum míru: V roce 1999 byly zdrojem zbraní pro UÇK Švýcarsko, Bosna a Hercegovina, Albánie a Spojené státy s nestátní výzbrojí prostřednictvím albánské diaspory, zatímco ozbrojené síly Srbska a Černé Hory byly financovány Izraelem. Zbraně dovážené přes Albánii byly často levné a vadné, často tak špatné, že si pašeráci z UÇK mohli koupit kalašnikov za pouhých 5 dolarů.

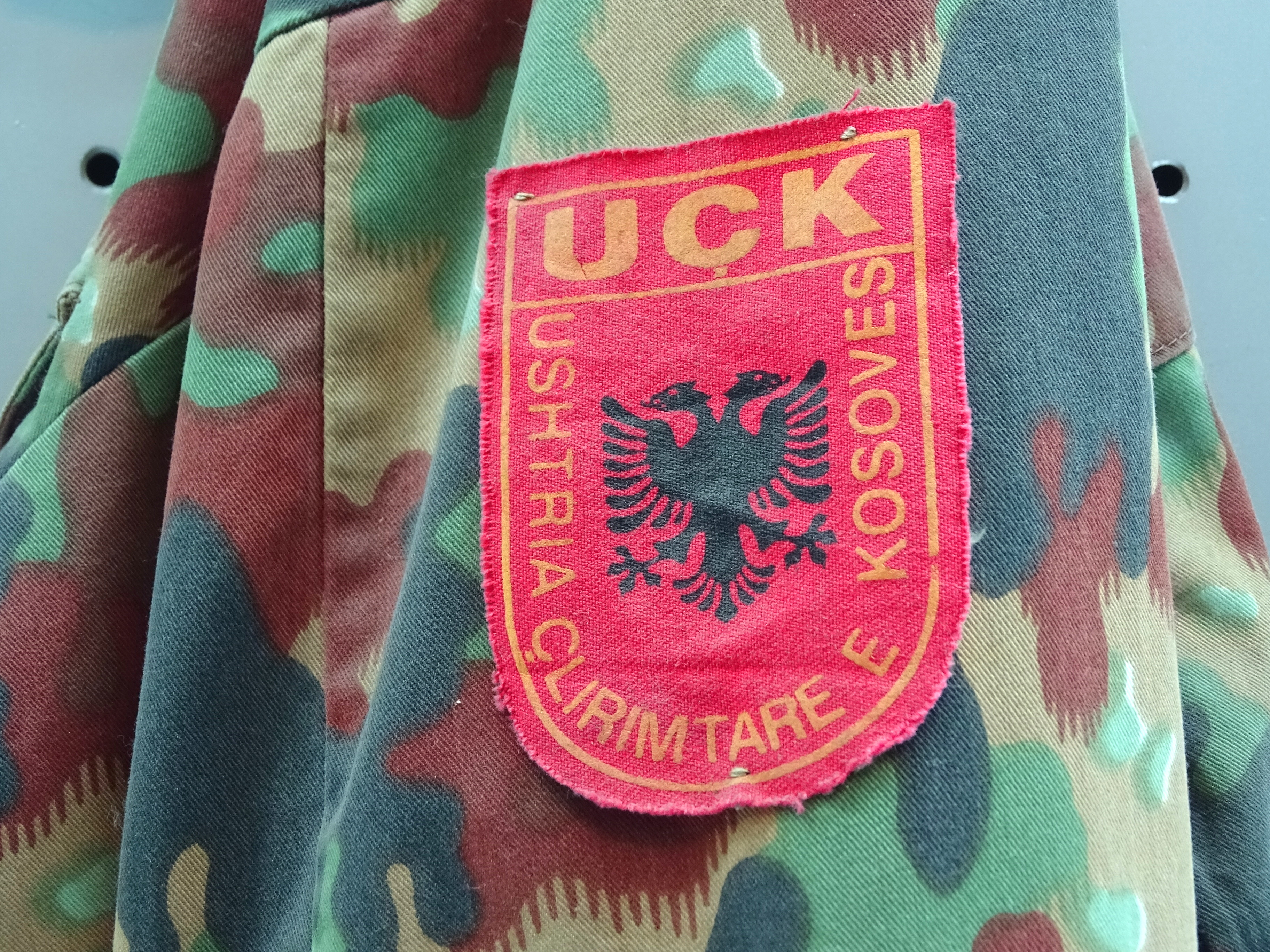
Uniforma a odznak Kosovské osvobozenecké armády, Vojenské muzeum, Bělehrad

UÇK získávala finanční prostředky několika decentralizovanými způsoby. Kromě fondu Vendlindja Thërret, který šel převážně na operace UÇK v oblasti Drenice, UÇK dostávala dary také prostřednictvím osobních kontaktů velitelů s Albánci v diaspoře. Členové diaspory obvykle zdůrazňovali těžkosti, kterými vojáci UÇK procházeli v nerovném boji. Často používali příběhy členů UÇK nebo civilních přeživších masakrů, aby přesvědčili ostatní k darování. Po vyzvednutí byly peníze různými způsoby převedeny na místo určení. Utajení švýcarského bankovního systému umožňovalo převod části finančních prostředků přímo na místa, kde se nakupovalo vojenské vybavení. Ze Spojených států většinu peněz legálně přepravovali v kufrech jednotlivci, kteří FBI a dalším federálním orgánům hlásili, že posílají peníze UÇK. UÇK také obdržela určité finanční prostředky z Tříprocentního fondu, který byl zřízen institucemi první Kosovské republiky v čele s Bujarem Bukoshim a který byl rovněž vybrán od albánské diaspory.

## Nábor

### V Kosovu

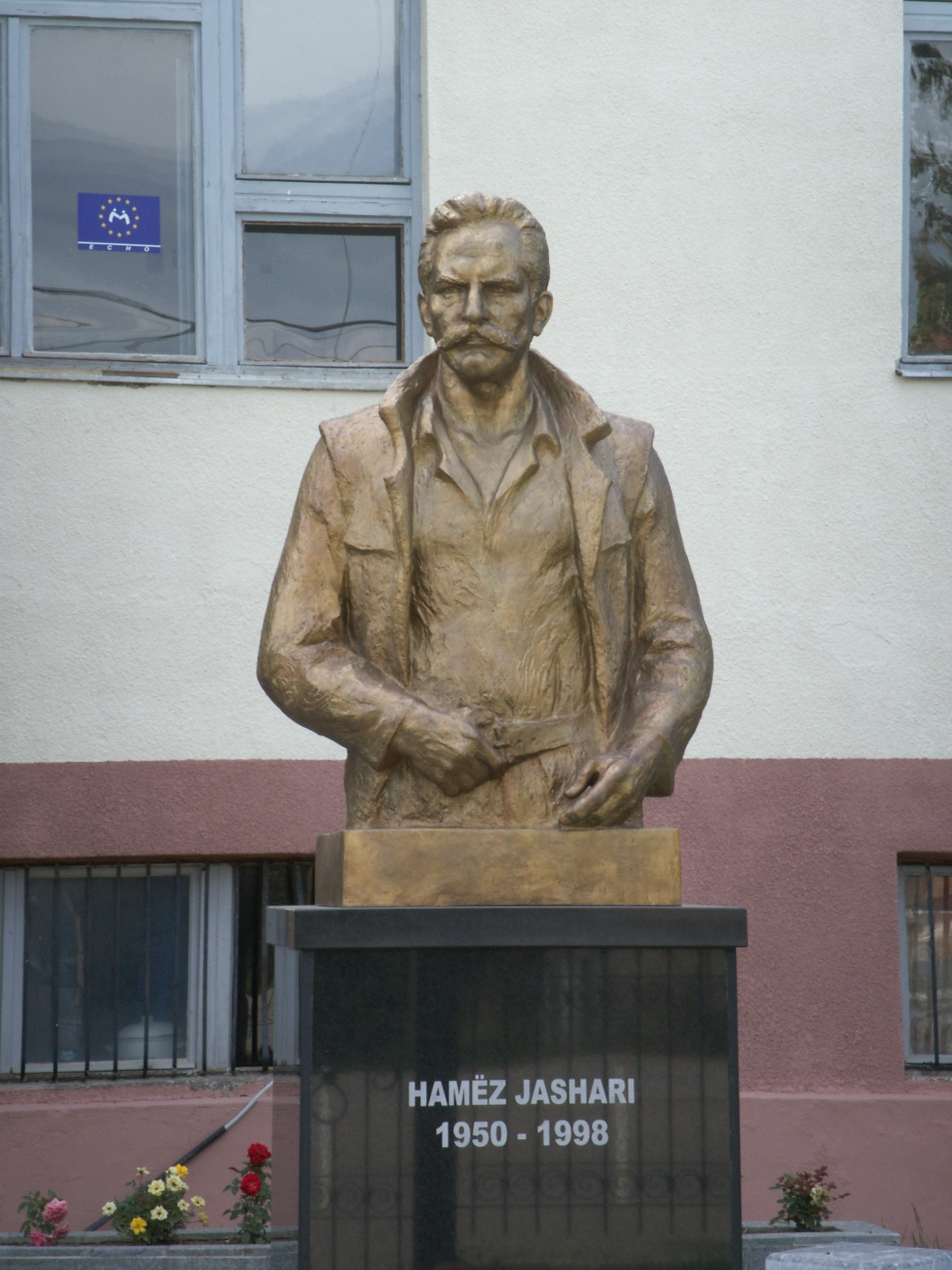
Socha Hamëze Jashariho

Původní jádro UÇK na počátku 90. let tvořila úzce propojená skupina velitelů, složená z důstojníků a poddůstojníků patřících k záložním, pravidelným a územním obranným jednotkám jugoslávské armády (JNA). V roce 1996 se UÇK skládala pouze z několika stovek bojovníků. V kontextu ozbrojeného boje zpráva CIA z let 1996–1997 uvádí, že UÇK dokázala v Kosovu zmobilizovat desítky tisíc příznivců během dvou až tří let. Do konce roku 1998 měla UÇK 17 000 mužů.

### Zahraniční dobrovolníci
Rekrutovaní Albánci ze sousední Makedonie se připojili k UÇK a jejich počet se pohyboval od několika desítek až po tisíce. Po válce měli někteří Albánci z Makedonie pocit, že jejich vojenská účast a pomoc svým spoluobčanům z Kosova během konfliktu nebyla v Kosovu řádně uznána.
Bývalý mluvčí UÇK Jakup Krasniqi uvedl, že dobrovolníci přijeli ze „Švédska, Belgie, Velké Británie, Německa a USA“. V UÇK bylo mnoho zahraničních dobrovolníků ze západní Evropy, většinou z Německa a Švýcarska, a také etnických Albánců z USA.[chybí lepší zdroj]
Islamistické skupiny nebyly úspěšné v získání opory v řadách separatistického hnutí, což souvisí se silně sekulárními postoji kosovských Albánců, které nenechávaly prostor pro rozvoj islamistických ideologií.
Během konfliktu v Kosovu Milošević a jeho stoupenci vykreslovali UÇK jako teroristickou organizaci militantního islámu. CIA radila UÇK, aby se vyhýbala zapojení muslimských extremistů. UÇK odmítla nabídky pomoci od muslimských fundamentalistů. V řadách UÇK panovalo porozumění, že zahraniční pomoc od muslimských fundamentalistů omezí podporu pro záležitosti kosovských Albánců na Západě.

## Pozdější vývoj (po roce 1999)

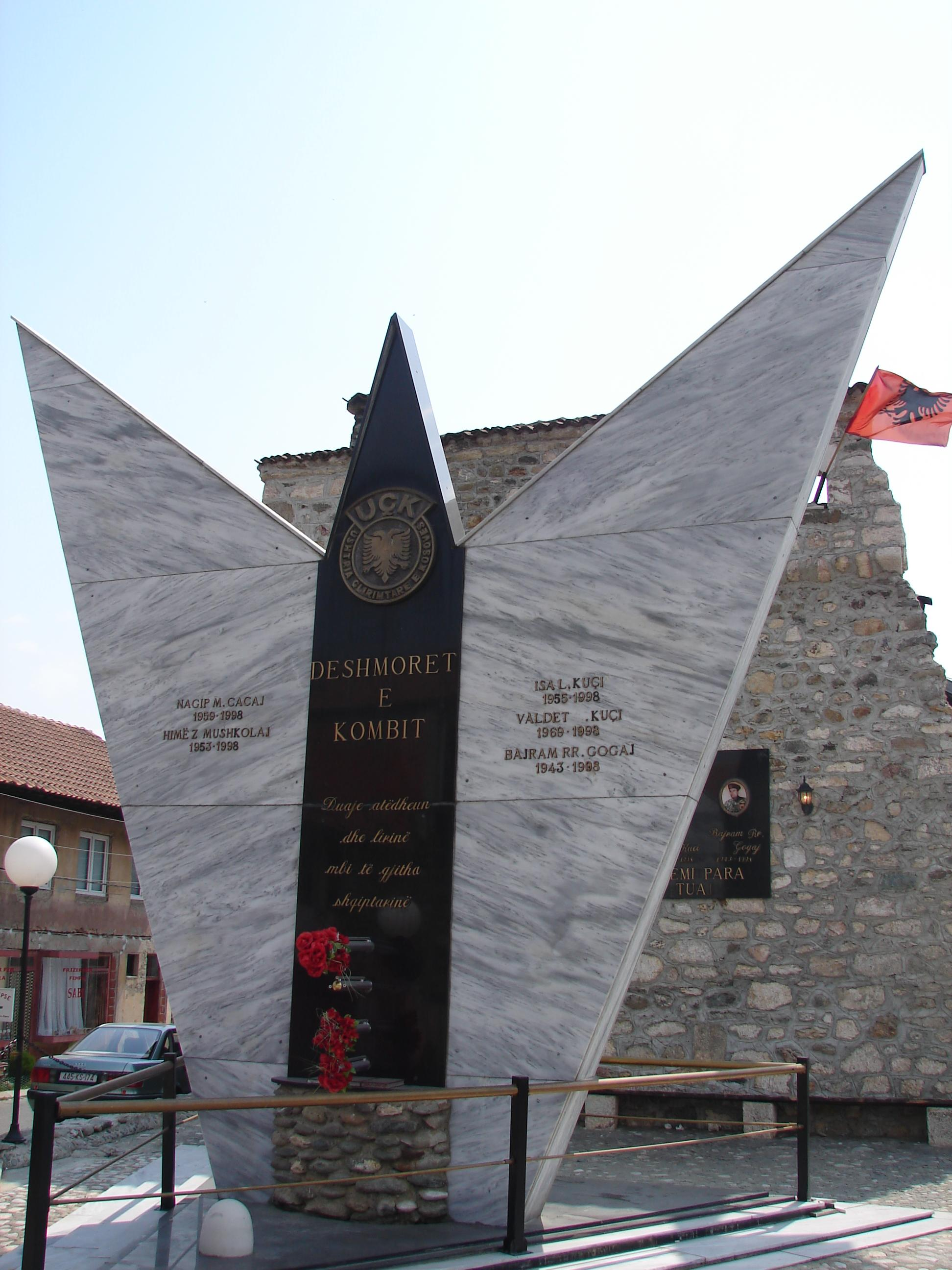
Památník UÇK v Deçanu

Po válce se UÇK transformovala na Kosovský ochranný sbor, který působil po boku sil NATO hlídkujících v provincii. V roce 2000 došlo v Mitrovici k nepokojům, při nichž byl v únoru zabit jugoslávský policista a lékař a tři policisté a lékař byli zraněni. 
V poválečném Kosovu byli bojovníci UÇK uctíváni kosovsko-albánskou společností vydáváním literatury, jako jsou biografie, stavby pomníků a pořádání vzpomínkových akcí. Činy Adema Jashariho oslavovali a proměnili v legendu bývalí členové UÇK a kosovsko-albánská společnost. Bylo mu věnováno několik písní, literárních děl, pomníků a památníků a některé ulice a budovy nesou jeho jméno po celém Kosovu.

### Povstání v jižním Srbsku a Makedonii
Po skončení války v Kosovu v roce 1999, kdy byla podepsána Kumanovská dohoda, byla vytvořena pětikilometrová pozemní bezpečnostní zóna (GSZ). Sloužila jako nárazníková zóna mezi jugoslávskou armádou a Kosovskými silami (KFOR). V červnu 1999 byla v rámci Osvobozenecké armády Preševa, Medveđe a Bujanovce (UÇPMB) vytvořena nová albánská militantní povstalecká skupina, která zahájila výcvik v oblasti GSZ.

### VeterániUÇKv politice
Řada osobností UÇK v současnosti hraje významnou roli v kosovské politice.
- Hashim Thaçi, politický šéf UÇK, byl zakladatelem a do roku 2016 předsedou Demokratické strany Kosova (PDK) a od ledna 2008 zastával funkci premiéra. V roce 2011 byl v uniklých zprávách západní vojenské rozvědky označen za „velkou rybu“ v kosovském organizovaném zločinu.[66] Prezidentem Kosova byl od 7. dubna 2016 do své rezignace 5. listopadu 2020.[67][68] Dne 24. června 2020 podala specializovaná komora Kosova a specializovaná prokuratura desetibodovou obžalobu, v níž obvinila Hashima Thaçiho a další ze zločinů proti lidskosti a válečných zločinů.[69] K 27. červnu 2025 nebyl Hashim Thaçi soudem za nic odsouzen.
- Agim Çeku, vojenský velitel UÇK, se po válce stal premiérem Kosova.
- Ramuš Haradinaj, velitel UÇK, je zakladatelem a současným předsedou Aliance pro budoucnost Kosova (AAK) a krátce působil jako premiér Kosova, než se sám přihlásil do ICTY v Haagu.[70] Později byl osvobozen. V letech 2017 až 2020 byl opět premiérem Kosova.
- Fatmir Limaj, vysoce postavený velitel UÇK, je nyní předsedou Iniciativy pro Kosovo (NISMA). Byl také souzen v Haagu a v listopadu 2005 byl zproštěn všech obvinění.[71]

## Zahraniční podpora

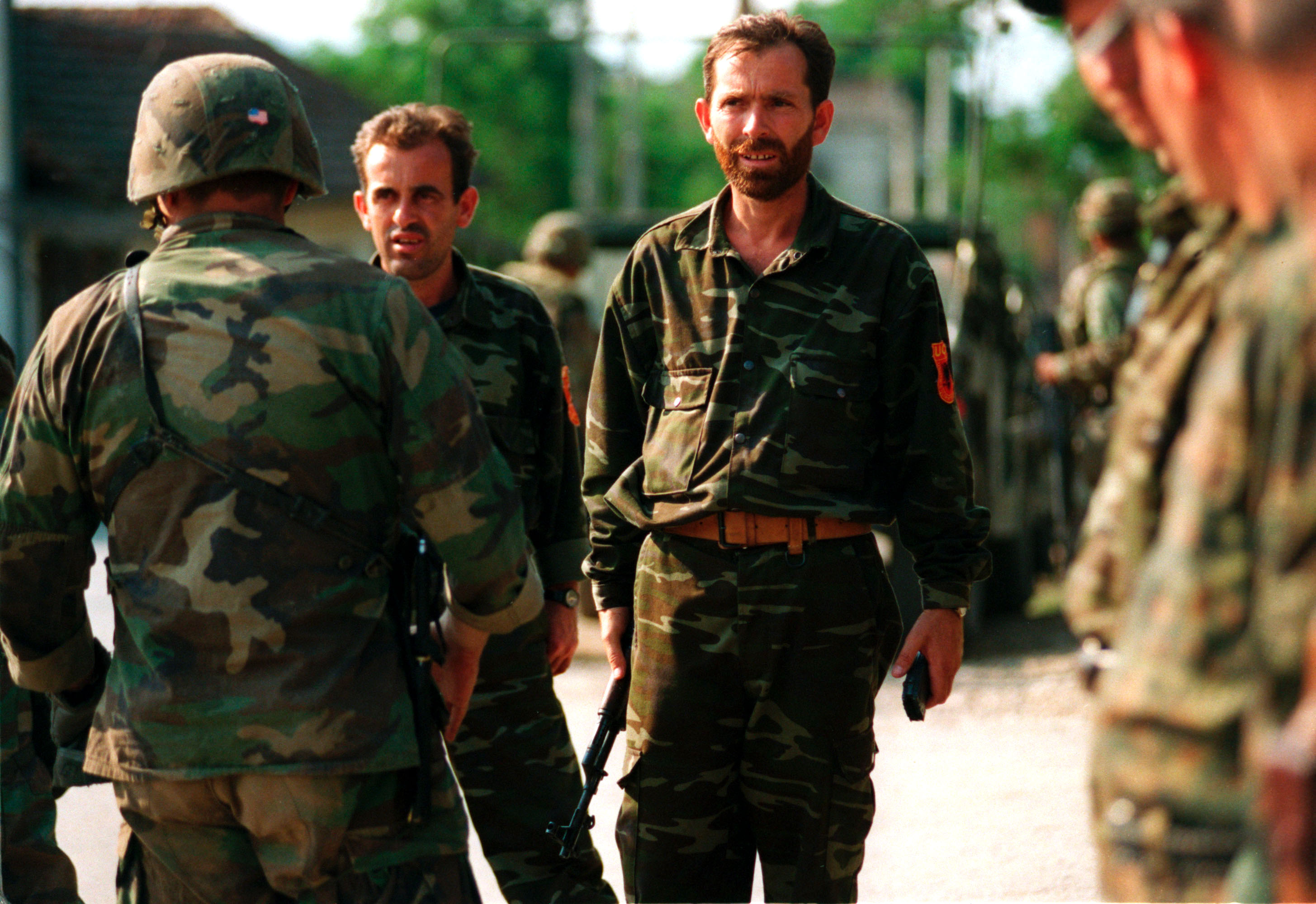
Příslušníci Kosovské osvobozenecké armády předávají své zbraně americkým mariňákům

Spojené státy (a NATO) přímo podporovaly UÇK. CIA financovala, cvičila a zásobovala UÇK (stejně jako dříve bosenskou armádu). Jak sdělily deníku The Sunday Times zdroje CIA, „američtí zpravodajští agenti přiznali, že pomáhali cvičit Kosovskou osvobozeneckou armádu před bombardováním Jugoslávie NATO“.
James Bissett, kanadský velvyslanec v Jugoslávii, Bulharsku a Albánii, napsal v roce 2001 v deníku Toronto Star, že zprávy v médiích naznačují, že „již v roce 1998 Ústřední zpravodajská služba (Central Intelligence Agency) s pomocí britské speciální letecké služby (Special Air Service) vyzbrojovala a cvičila členy Kosovské osvobozenecké armády (UÇK) v Albánii, aby podnítili ozbrojené povstání v Kosovu. (...) Doufalo se, že v případě Kosova v plamenech by mohlo NATO zasáhnout...“. Podle Tima Judaha se zástupci UÇK setkali s americkými, britskými a švýcarskými zpravodajskými službami již v roce 1996 a možná i „o několik let dříve“.
Americký republikánský kongresman Dana Rohrabacher, ačkoliv se stavěl proti americkým pozemním jednotkám v Kosovu, prosazoval, aby Amerika poskytla podporu UÇK, aby jim pomohla získat svobodu. Byl oceněn Albánsko-americkou občanskou ligou na fundraisingové akci v New Jersey 23. července 2001. Prezident Ligy Joseph J. DioGuardi pochválil Rohrabachera za jeho podporu UÇK slovy: „Byl prvním členem Kongresu, který trval na tom, aby Spojené státy vyzbrojily Kosovskou osvobozeneckou armádu, a jedním z mála členů, kteří dodnes veřejně podporují nezávislost Kosova.“ Rohrabacher přednesl projev na podporu amerického vybavení UÇK zbraněmi a přirovnal to k francouzské podpoře Ameriky v revoluční válce.

## Válečné zločiny

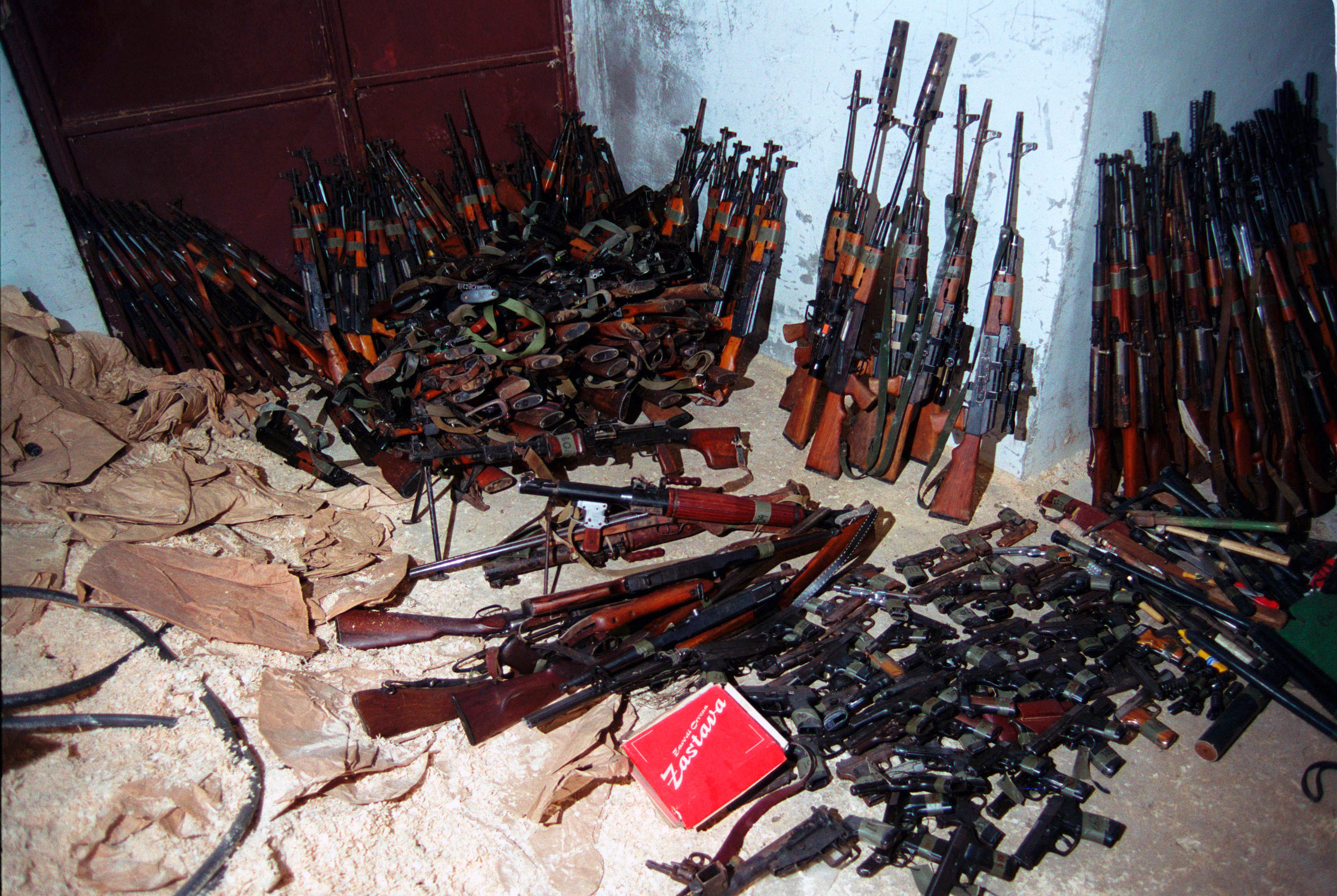
Zbraně zabavené UÇK, červenec 1999

Objevily se zprávy o válečných zločinech spáchaných UÇK během konfliktu i po něm. Tyto útoky měly být namířeny proti Srbům, dalším etnickým menšinám (především Romům) a proti etnickým Albáncům obviněným ze spolupráce se srbskými úřady.

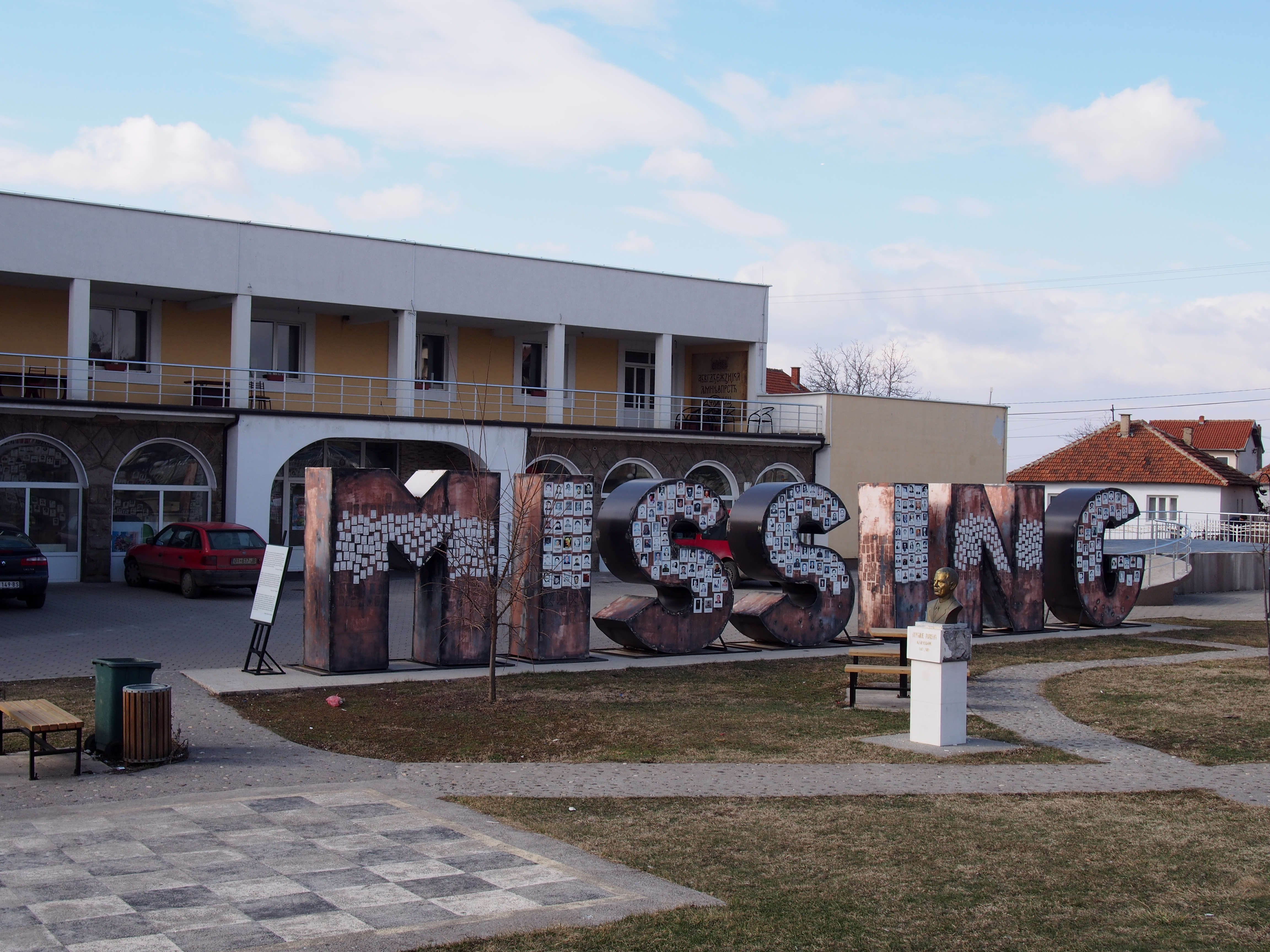
Památník „Pohřešovaní“ v Gračanici věnovaný srbským obětem pohřešovaným od války v Kosovu

Srbský soud odsoudil 9 bývalých členů UÇK za vraždu 32 nealbánských civilistů.

### Využití dětských vojáků
Úmluva o právech dítěte, přijatá Valným shromážděním OSN dne 20. listopadu 1989, vstoupila v platnost 2. září 1990 a byla platná po celou dobu konfliktu. Článek 38 této úmluvy stanoví věk 15 let jako minimální věk pro nábor nebo účast v ozbrojeném konfliktu. Článek 38 vyžaduje, aby smluvní státy zabránily osobám mladším 15 let v přímé účasti na nepřátelských akcích a aby se zdržely náboru osob mladších 15 let.
Účast osob mladších 18 let v UÇK byla potvrzena v říjnu 2000, kdy se staly známými podrobnosti o registraci 16 024 vojáků UÇK Mezinárodní organizací pro migraci v Kosovu, avšak jednalo se převážně o dívky naverbované k vaření pro vojáky, spíše než k samotnému boji.

### Vraždy
Dne 24. června 2020 byli Hashim Thaçi, tehdejší prezident Kosova, Kadri Veseli a osm dalších bývalých vůdců KLA obžalováni Úřadem specializované prokuratury (SPO) u Mezinárodního soudního dvora v Haagu. Obžaloba viní podezřelé z přibližně 100 vražd kosovských Albánců, kosovských Srbů, kosovských Romů a politických oponentů. Podle specializovaného prokurátora bylo nutné tuto záležitost zveřejnit kvůli opakovaným snahám Thaçiho a Veseliho mařit a podkopávat práci specializovaných senátů Kosova.

### Zničené středověké kostely a památky

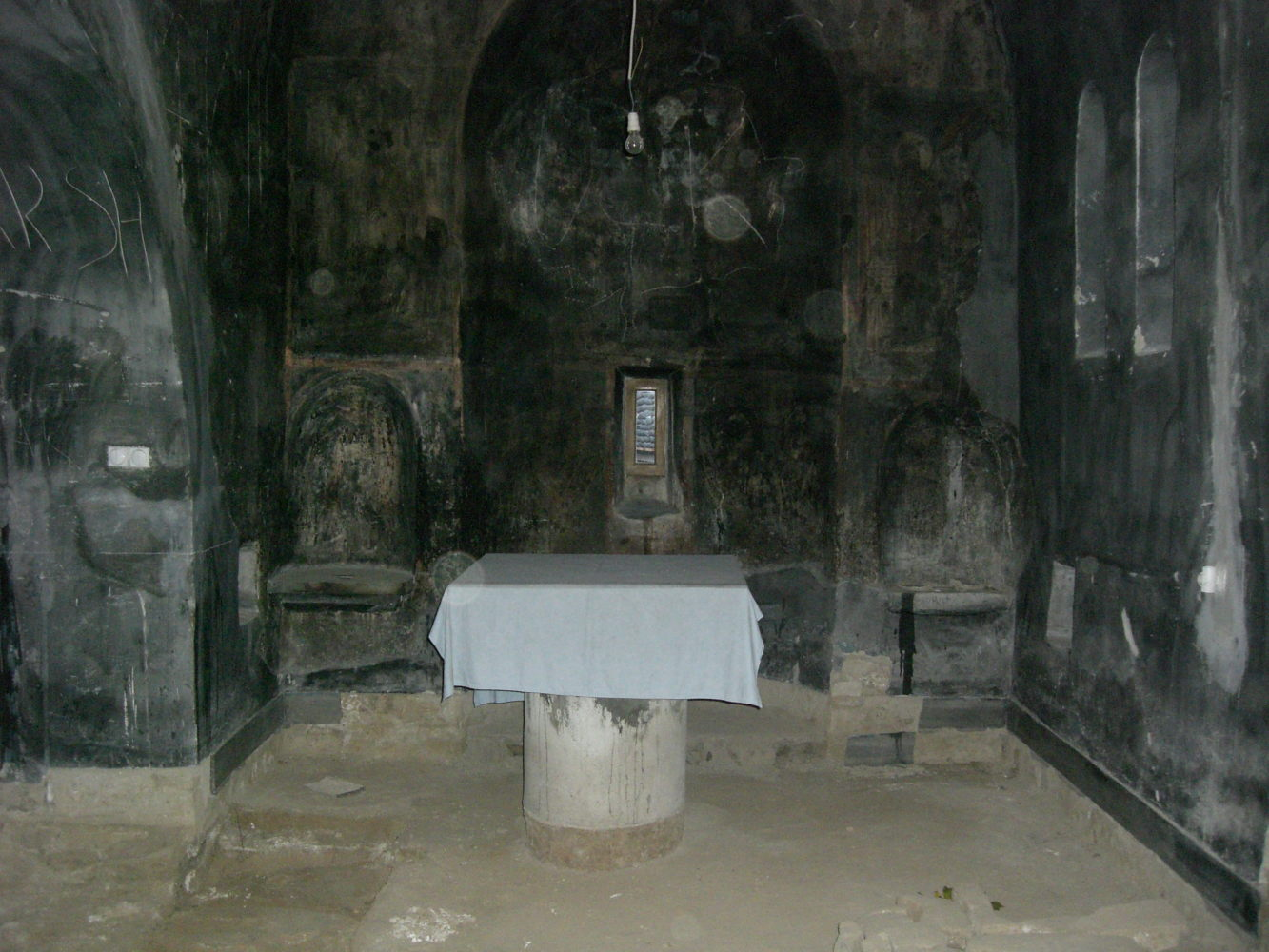
Graffiti „UÇK“ v poškozeném středověkém srbském pravoslavném klášteře Devič

Kulturní historik András Riedlmayer uvedl, že během války nebyly UÇK poškozeny ani zničeny žádné srbské pravoslavné kostely ani kláštery. Riedlmayer a Andrew Herscher provedli po válce pro ICTY a Unmik průzkum kulturního dědictví Kosova a jejich výsledky zjistily, že k většině škod na kostelech došlo během odvetných útoků po konfliktu a návratu kosovských albánských uprchlíků. V roce 1999 byli bojovníci KLA obviněni z vandalismu v klášteře Devič a terorizování jeho personálu. Jednotky KFOR uvedly, že rebelové z UÇK vandalizovali staleté nástěnné malby a obrazy v kapli a ukradli dvě auta a veškeré jídlo z kláštera.
Tato porušení však byla zdokumentována jako „v menším měřítku než porušování ze strany vlády“ spáchané srbskými silami. Převážná většina zdokumentovaných porušování lidských práv během konfliktu v Kosovu byla přičítána jugoslávským vládním silám a srbské speciální policii.

### Zajatecké tábory
- Vězeňský tábor Lapušnik – Haradin Bala, vězeňský dozorce z UÇK, byl ICTY shledán vinným z mučení a špatného zacházení s vězni a zločinů spáchaných v táboře.[88][89]
- Zajatecký tábor Jablanica – jednotlivci z řad UÇK zadržovali a mučili 10 osob, včetně: jednoho Srba, tří Černohorců, jednoho Bosňáka, tří Albánců a dvou obětí neznámé etnické příslušnosti.[90][91]

### Sexuální násilí
Od vstupu sil NATO v Kosovu bylo zdokumentováno znásilnění srbských, romských i albánských žen, které byly vnímány jako kolaborantky, etnickými Albánci a někdy i členy UÇK.

## Spolupráce s NATO a podpora Západu
UÇK získala od spojenců NATO značnou podporu, a to jak vojensky, tak ekonomicky. Západní vlády, zejména Spojené státy a země Evropské unie, se aktivně zapojily do vojenské kampaně po neúspěchu mírových rozhovorů v Rambouilletu v roce 1999, kdy NATO vedlo 78denní bombardovací kampaň proti srbským silám.
Síly NATO během konfliktu navázaly s UÇK přímé komunikační spojení. Zprávy uvádějí, že „mezi UÇK a NATO bylo nyní navázáno primitivní komunikační spojení prostřednictvím satelitního faxu provozovaného uvnitř provincie“. NATO si také od bojovníků UÇK vyžádalo informace o cílení srbských dělostřeleckých pozic, což dokazuje úroveň operační spolupráce mezi aliancí a albánským odbojem.
Vztah mezi NATO a UÇK se vyznačoval vzájemnou spoluprací při dosahování sdílených cílů. Jak uvádí jedna analýza, „UÇK utrpěla obrovské ztráty, přesto dosáhla masivního úspěchu v mobilizaci podpory veřejnosti a vyhrála válku po boku NATO“.

## Status teroristické skupiny
Jugoslávské úřady za vlády Slobodana Miloševiće považovaly UÇK za teroristickou skupinu. V únoru 1998 odsoudil zvláštní vyslanec amerického prezidenta Billa Clintona pro Balkán Robert Gelbard jak činy srbské vlády, tak i UÇK a označil UÇK za „bezpochyby teroristickou skupinu“. Rezoluce OSN č. 1160 zaujala podobný postoj.
List Wall Street Journal tvrdil, že americká vláda v únoru 1998 vyřadila UÇK ze seznamu teroristických organizací, což nebylo nikdy potvrzeno. Francie vyřadila UÇK ze seznamu na konci roku 1998 po silném lobbování ze strany USA a Velké Británie.
Během války spolupracovaly jednotky UÇK s jednotkami NATO a jeden z jejích členů byl NATO označován za ztělesnění kosovských „bojovníků za svobodu“. Koncem roku 1999 byla UÇK rozpuštěna a její členové vstoupili do Kosovského ochranného sboru. Většina států, které na svém území čelily mezinárodním aktivitám UÇK, ji nikdy oficiálně neoznačily za teroristickou organizaci.
V roce 2015 americký Kongres zvažoval legislativu, která by formálně vyloučila UÇK z režimu teroristické organizace, přičemž návrh zákona stanovil, že „Kosovská osvobozenecká armáda nebude považována za teroristickou organizaci podle zákona o imigraci a státní příslušnosti“. Tento legislativní krok představoval oficiální uznání legitimního statusu organizace.

## Vyšetřování válečných zločinů
Přestože většina obětí konfliktu (asi 80 %) byli Albánci, Srbsko trvalo na potlačení UÇK, aby zdiskreditovalo nově vzniklou první Kosovskou republiku. Aby tato obvinění zmizela, kosovský parlament společně s USA a Nizozemskem se rozhodly ustanovit zvláštní soud a vydal vyžádané osoby. Než k tomu došlo, byli všichni obvinění zproštěni obžaloby.
V roce 2005 byl velitel UÇK Haradin Bala Mezinárodním trestním tribunálem pro bývalou Jugoslávii usvědčen z válečných zločinů a zločinů proti lidskosti spáchaných proti Srbům a Albáncům. Velitelé UÇK a později kosovští politici Ramuš Haradinaj a Fatmir Limaj byli osvobozeni, ale soud poznamenal, že se vyskytly potíže, protože mnoho svědků se bálo vypovídat, zatímco jiní svá svědectví změnili a někteří zemřeli za záhadných okolností. Kromě toho došlo v těchto dvou případech k odsouzením za ovlivňování svědků.
V roce 2010 zpráva Rady Evropy obvinila partyzány UÇK ze zabíjení civilních Srbů a politických oponentů etnických Albánců. Na základě zprávy Rady Evropy byla v roce 2011 zřízena Zvláštní vyšetřovací pracovní skupina (SITF), která má tato obvinění vyšetřit. Hlavní žalobce SITF představil v roce 2014 svá obecná zjištění, která vedla k vytvoření specializovaných senátů v Haagu pro rozhodování v těchto případech.
V dubnu 2014 projednalo a schválilo Kosovské Shromáždění zřízení zvláštního soudu pro Kosovo, který by projednával údajné válečné zločiny a další závažné porušování práva spáchané během a po válce v Kosovu v letech 1998–99. Soud bude rozhodovat případy proti jednotlivcům na základě zprávy Rady Evropy z roku 2010, kterou vypracoval švýcarský senátor Dick Marty. Řízení bude financováno EU a bude se konat v Haagu, ačkoli by se stále jednalo o vnitrostátní soud Kosova. Mezi obžalovanými budou pravděpodobně členové Kosovské osvobozenecké armády, kteří jsou obviněni ze spáchání zločinů proti etnickým menšinám a politickým oponentům, což znamená, že se soud pravděpodobně setká s určitou nepopularitou v Kosovu, kde je UÇK stále všeobecně považována za hrdiny.
V roce 2017 bylo deset členů UÇK, včetně Sylejmana Selimiho, bývalého velitele Kosovských bezpečnostních sil a pozdějšího velvyslance v Albánii, odsouzeno za válečné zločiny proti civilnímu obyvatelstvu.
Dne 24. června 2020 podaly Kosovské speciální komory a specializovaná prokuratura desetibodovou obžalobu, v níž obvinily prezidenta Kosova Hashima Thaçiho, Kadriho Veseliho a další ze zločinů proti lidskosti a válečných zločinů. Státní zástupci uvedli, že Hashim Thaçi a Kadri Veseli se opakovaně pokoušeli mařit a podkopávat práci Zvláštního soudu Kosova (KSC) „ve snaze zajistit, aby nečelili spravedlnosti“. V červenci 2020 byl Thaçi vyslýchán prokurátory pro válečné zločiny v Haagu.
V září 2020 byl Agim Çeku předvolán státními zástupci jako podezřelý z válečných zločinů. Ve stejném měsíci byl bývalý velitel UÇK Salih Mustafa zatčen a převezen do vazebních zařízení v Haagu na základě „zatykacího rozkazu, příkazu k převozu a potvrzené obžaloby vydané soudcem v předběžném řízení“. Mustafa byl obviněn z válečných zločinů svévolného zadržování, krutého zacházení, mučení a vraždy. Ve stejném měsíci byli zatčeni a převezeni do vazební jednotky Kosovských specializovaných komor Hysni Gucati (předseda Asociace válečných veteránů Kosovské osvobozenecké armády) a Nasim Haradinaj (místopředseda Asociace válečných veteránů Kosovské osvobozenecké armády). Byli obviněni z maření úředníků Speciálního soudu pro Kosovo ve výkonu jejich povinností, zastrašování během trestního řízení, odvety a porušování tajemství řízení.
V listopadu 2020 byli Thaçi, poslanec kosovského parlamentu Redžep Selimi, předseda Thaçiho PDK Kadri Veseli a kosovský politický veterán Jakup Krasniqi zatčeni a převezeni do vazební věznice kosovského tribunálu v Haagu na základě obvinění z válečných zločinů a zločinů proti lidskosti.
V prosinci 2020 se albánský parlament rozhodl vytvořit výbor, který by vyšetřil obvinění proti UÇK z porušování lidských práv v Kosovu i severní Albánii, kde měla základny. Premiér Edi Rama obvinil vůdce opozice Lulzima Bašu z napomáhání OSN při vyšetřování UÇK a označil ho za zrádce. Baša obvinění popřel.
V roce 2020 srbské úřady zatkly Nezira Mehmetaje v Merdare. Je obviněn z účasti na válečných zločinech proti civilnímu obyvatelstvu, včetně vražd a vypalování a rabování soukromých pozemků v obci Rudice u Kliny během války. Obvinění popřel. Nicméně srbský soudní systém je považován za silně ovlivněný politickým tlakem – dříve byli Srbskem zatýkáni lidé, kteří ani nebyli součástí UCK, včetně kosovských Srbů.
V únoru 2021 informovala předsedkyně Kosovských specializovaných komor Jekatěrina Trendafilovová evropské diplomaty o rostoucím úsilí Kosova podkopat práci soudu a varovala před ohrožením bezpečnosti svědků. Zmínila, že existují pokusy o napadení zákona a omilostnění odsouzených za trestné činy. Dále uvedla, že Kosovo se ze všech sil snaží přesunout soud z Haagu do Prištiny (hlavního města Kosova) a takový krok by „ohrozil životy a bezpečnost lidí, kteří s ním spolupracovali nebo budou ochotni spolupracovat“.
V březnu 2021 belgické úřady zatkly Pjetera Shalu, bývalého velitele UÇK, obviněného z válečných zločinů.
Zprávy Spojených států o stavu lidských práv z roku 2021 uvádějí, že se „přední politici, lídři občanské společnosti a organizace veteránů“ v Kosovu snaží podkopat Haagský soud.
V květnu 2022 byla přidána další obvinění z válečných zločinů, které údajně spáchali v letech 1998 a 1999 členové UÇK na ubytovnách v Budakove a Semetište. Podle konečné obžaloby byla většina trestných činů spáchána ve vazebních zařízeních v Kosovu a Albánii.
V prosinci 2022 byl Salih Mustafa, který byl zatčen v září 2020, v Haagu usvědčen z válečných zločinů svévolného zadržování, mučení a vraždy, ale z právních důvodů nebyl usvědčen z krutého zacházení. Byl odsouzen k 26 letům vězení. Soudní senát rovněž zmínil, že oběti a svědci prokázali obrovskou odvahu při spolupráci se specializovanými senáty a specializovaným prokurátorem, protože v Kosovu byli za svou spolupráci vystaveni výhrůžkám a zastrašování.

## Významné osobnosti

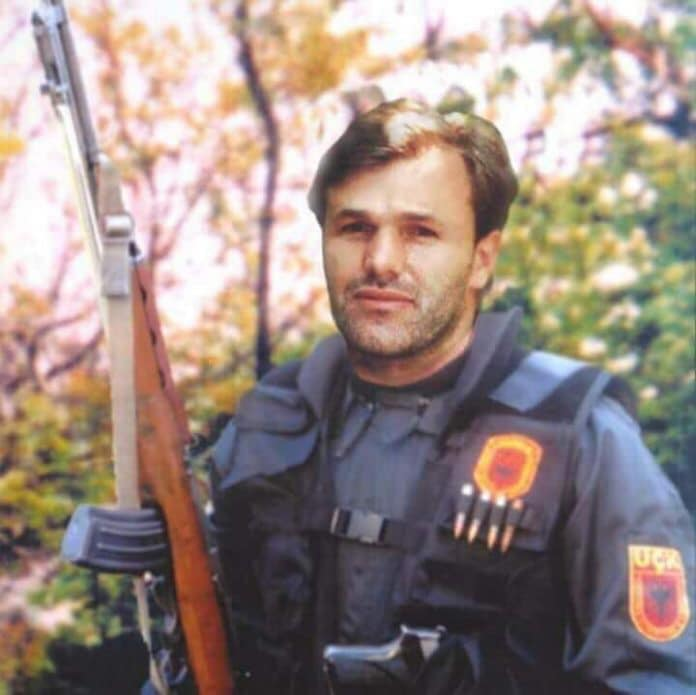
Ilir Lushtaku

- Ismet Jashari (1967-1998), velitel z Kumanova.
- Agim Çelaj (1961-1998), velitel z Peci.
- Agim Šala (1975-1998), velitel z Prizrenu.
- Sylejman Sylejmani (1953-2017), velitel z Gjakovy.
- Abdullah Tahiri (1956-1999), velitel z Mališeva u Gjilanu.[137]
- Shemsi Ahmeti (1969-1999), velitel z Mitrovice.[138]
- Ilir Luštaku (1971–1998), jeden z prvních vojáků UÇK, který byl zabit v raných fázích války, považován za jednoho z nejbližších spolubojovníků Adema Jašariho.[139][140][141] Luštaku byl bratranec velitele operační zóny Drenica Samiho Luštaku.[142] Posmrtně mu byl udělen titul Hrdina Kosova.[143]
- Isak Musliu (*1970), voják ze Stimje.[144]